# Placówki Straży Granicznej (1928–1939)
Placówka Straży Granicznej II Rzeczypospolitej – najniższa jednostka organizacyjna Straży Granicznej II RP.

## Historia
Placówki SG wchodziły w skład komisariatów. Obejmowały one odcinek graniczny od 4 do 7 km. Na ich czele stał kierownik w stopniu podoficera (starszego przodownika, przodownika). Przeciętny skład placówki wynosił:
- 1 podoficer
- 9–14 funkcjonariuszy

Rozkazem nr 2 z 8 września 1938 roku w sprawie terminologii odnośnie do władz i jednostek organizacyjnych formacji, dowódca Straży Granicznej płk Jan Gorzechowski wprowadził tytuł dowódcy w miejsce dotychczasowego kierownika.
Placówki dzieliły się na I i II linii:
Placówka I linii
Placówki te były rozmieszczone w odległości 2 km od granicy i ochraniały bezpośredni odcinek granicy długości 4-7 km. Do ich zadań należały m.in.:
- patrolowanie linii granicy i pasa drogi granicznej;
- strzeżenie przejść granicznych, dróg i stacji kolejowych;
- kontrola ruchu osobowego i towarowego przez granicę.

Placówka II linii
Placówki te były rozmieszczone w odległości 6 do 10 km od granicy w głąb kraju. Głównym ich zadaniem była praca informacyjno-wywiadowcza. Oprócz tego również do zadań należało wykrywanie popełnianych przestępstw granicznych i przekazywanie winnych do odpowiednich organów administracyjnych. Część placówek była również rozmieszczona w głębi kraju.